# Doraemon: Nobita's Little Star Wars
Doraemon: Nobita's Little Star Wars (яп. ドラえもん のび太の宇宙小戦争, Doraemon Nobita no Ritoru Sutā Wōzu) — японський художній фільм зі серії Doraemon, який вийшов у Японії 16 березня 1985 року. Ремейк фільму «Дораемон — Маленькі зоряні війни Нобіти 2021» вийшов 4 березня 2022 року після перенесення на 5 березня 2021 року через Пандемія коронавірусної хвороби 2019.

## Сюжет
Фільм починається з прологу битви на далекій планеті, де президент евакуюється на ракеті. Фільм переміщується на Землю, де Нобіту виганяють Джан і Сунео після знищення набору космічного фільму, який вони роблять. Нобіта біжить до Дораемона і двоє вербують Шідзуку, щоб зробити свій власний фільм.
Під час зйомок Нобіта знаходить щось, що має вигляд іграшки-ракети. Пізніше тієї ночі Нобіта та Дораемон зустрічають Папі, крихітного гуманоїдного прибульця, у своїй кімнаті. Папі вміє розмовляти з дітьми Землі за допомогою перекладу желе (подібно до власної версії Дораемона) і пояснює, що шукає небезпечного ворога. Нобіта і друзі запевняють його, що він буде в безпеці в їхньому домі, і вони грають разом, використовуючи Мале світло Дораемона, щоб зменшити себе до розміру Папі.
Тим часом новий набір Сунео знищений космічним кораблем у формі кита, і він, і Джан піддаються нападу. Сунео припускає, що напад був помстою Нобіті. Вони йдуть протистояти йому, але Папі пояснює, що це був лінкор, надісланий PCIA для його пошуку. Він виявляє, що він є президентом своєї планети Піріка, яку перейняв диктатор Гілмор. PCIA — розвідувальна агенція диктатора, і вони були відправлені захопити Папі, щоб забезпечити повну перемогу Гілмора.
Нобіта та друзі обіцяють захистити Папі, і вони ховають його в таємній базі, зробленій одним із пристосувань Дораемона. Лінійному кораблю PCIA вдається проникнути в базу і викрасти Шідзуку, а також вкрасти Мале Світло і не дає дітям повернутися до свого нормального розміру. Доракуру, голова PCIA, залишає повідомлення з вимогою Папі в обмін на свободу Шідзука. Папі залишається в спокої, щоб приготувати себе в той час, як діти перекріплюють модельні танки Сунео для польоту та бою. Повернувшись, домашня собака Папі Рокороко приїжджає, але вже пізно, щоб врятувати його. Собака і Шідзука повертаються до інших і разом планують подорожувати до Піріки, використовуючи ту саму ракету, яка принесла Папі на Землю.
У Піріку Нобіта та друзі приїжджають на таємну базу, розташовану в кільці планети. Начальник армії Генбо пояснює, що перебування Папі у головному офісі PCIA, загрожує смертним вироком. Більшість хлопців прямують на планету разом з Рокороко, тоді як Шідзука та Сунео залишаються захищати базу від космічних сил PCIA. Нобіта та друзі зустрілися з групою опору, але незабаром їх захопили солдати PCIA після того, як їх відстежили камери Гілмора. Після того, як вони вирушають на поверхню планети у своїх танках, Шідзука та Сунео також розбивають ворогів. Поки їх танки опускаються в океан, Шідзука раптом починає повертатися до свого нормального розміру.
У штаб-квартирі PCIA Нобіта і група збираються стратити Папі вистрілом, але раптом Доракоруру отримує звістку про те, що гігантські Земляни були помічені. Зрозумівши, що ефект Малого Світла минув, Нобіта та друзі також повертаються до свого нормального розміру та знову поєднуються із Шизукою та Сунео. Разом зі своїми союзниками з Піріки вони б'ються з військом PCIA. Доракоруру атакує їх у своєму броненосці, але Джіан одноосібно знімає його і спричиняє катастрофу в океані. Тим часом Гілмор намагається втекти, але його зупиняє мітинг громадян Піріки, внаслідок чого він здається.
З початком безпеки на планеті, Нобіта та його друзі прощаються з Папі та вирушають назад на Землю. Дорогою вони говорять про те, щоб повернутися до Піріки знову на наступному тижні.

## У ролях
Англійська версія, створена та випущена виключно в Малайзії Speedy Video, має невідомий склад звукоаніматорів.
| Персонаж                 | Голос                                                                   |
| ------------------------ | ----------------------------------------------------------------------- |
| Дораемон                 | Нобуйо Ояма                                                             |
| Нобіта Нобі              | Норіко Охара                                                            |
| Шідзука Мінамото         | Мічіко Номура                                                           |
| Сунео Хонекава           | Канета Кімоцукі                                                         |
| Такеші 'Джан' Года       | Кадзуя Татекабе                                                         |
| Мама Нобіти              | Сачіко Чижімацу                                                         |
| Мама Шідзука             | Масако Мацубара                                                         |
| Папі                     | Кейко Хан                                                               |
| Рокороко                 | Юджі Міцуя                                                              |
| Сюанву                   | Дай Канай                                                               |
| Гілмор                   | Нобуо Яна                                                               |
| Члени Альянсу за свободу | Шьо Хаямі Масаюкі Като Шьоджі Сато Бін Шимада Йоку Шіоя Хунічі Сугавара |
| Бродячий чорний кіт      | Кейко Хан                                                               |
| PCIA Soldier             | Рюсей Накао                                                             |
| Доракоруру               | Юусаку Яра                                                              |

## Реліз
Фільм вийшов у Японії 16 березня 1985 року. Він був випущений в Індії на телеканалі Hungama 5 грудня 2010 року з назвою Дораемон в маленькій космічній війні Нобіти.